# Rhabdophloeus disseptus
Rhabdophloeus disseptus är en skalbaggsart som först beskrevs av Thomas Casey 1916.  Rhabdophloeus disseptus ingår i släktet Rhabdophloeus och familjen ritsplattbaggar. Inga underarter finns listade i Catalogue of Life.